# 320065 Erbaghjolu
320065 Erbaghjolu este o planetă minoră (asteroid) din centura de asteroizi. A fost descoperită pe 11 martie 2007 la Vicques⁠(d) de Michel Ory⁠(d) și a fost numită după Erbajolo⁠(d). 
Obiectul prezintă o orbită caracterizată de o semiaxă mare de 3,0129853200195 UAi, o excentricitate de 0,074429389964576, o înclinație de 10,061338983911 ° în raport cu ecliptica.